# 클로즈업 현대+
《클로즈업 현대+》(クローズアップ現代＋)은 NHK 종합 텔레비전에서 제작 · 방송한 탐사 보도 프로그램이다. 1993년 4월 5일에 첫 방송하였다. 2016년에 봄 개편하여, +로 추가하였다. 현재는 매주 월요일부터 목요일까지 밤 10시에 방송하고 있다. 진행자는 타케타 신이치이다.

## 역대 진행자
- 쿠니야 히로코 (개시 ~ 2016년 3월 17일까지)

## 같이 보기
- 탐사 보도